# Saison 2 de Z Nation
Chronologie
Saison 1 Saison 3
La deuxième saison de Z Nation, série télévisée américaine, est constituée de quinze épisodes diffusée du 11 septembre 2015 au 18 décembre 2015 sur Syfy, aux États-Unis.

## Synopsis
L'intrigue se déroule dans un monde post-apocalyptique envahi par des zombies et où les rares survivants humains tentent tant bien que mal de rester en vie. L'unique espoir de l'humanité est Murphy, un ancien prisonnier. Un prototype de vaccin lui a été injecté contre sa volonté afin de contrer le « virus zombie » et est devenu la seule personne vivante connue à avoir survécu à des morsures de morts-vivants. Il est donc impératif de le garder en vie afin de produire d'autres antidotes à partir de son sang. Aidé bon gré mal gré de plusieurs compagnons tel que Garret, ancien membre de la garde nationale, Warren, Doc, 10 Mille, Addy et Mack ou encore la mystérieuse Cassandra, il fait route vers un laboratoire de Californie. Mais le temps presse et beaucoup de questions restent sans réponses. Sans oublier que l'antidote fait subir à Murphy une bien étrange évolution...

## Distribution

### Acteurs principaux
- Kellita Smith : lieutenant Roberta Warren
- DJ Qualls (VF : Adrien Solis) : Simon Cruller, le citoyen Z
- Keith Allan (VF : Jérôme Keen) : Alvin Bernard Murphy dit « Murphy », le patient 0
- Michael Welch : Mack Thompson
- Anastasia Baranova : Addison « Addy » Carver
- Russell Hodgkinson (VF : Gérard Rouzier) : Steven « Doc » Beck
- Pisay Pao : Cassandra / Sunshine
- Nat Zang (VF : Jean-Pierre Leblan) : Tommy, « Dix Mille »

### Acteurs récurrents
- Donald Corren (en) (VF : Sylvain Lemarié) : Dr Walter Kurian
- Sara Coates : Serena
- Mark Carr (VF : Sylvain Lemarié) : Sketchy McClane
- Doug Dawson : Skeezy
- Lisa Coronado : Dr Marilyn Merch
- Gina Gershon : la Reina
- Emilio Rivera : Hector « Escorpion » Alvarez

## Production
Le 21 octobre 2014, la série a été renouvelée pour une deuxième saison de quinze épisodes.

## Liste des épisodes

### Épisode 1:Le Murphy
- États-Unis /  Canada : 11 septembre 2015 sur Syfy[3] / Space
- France : 30 janvier 2016 sur Ciné+ Frisson[4]

- États-Unis : 0,94 million de téléspectateurs (première diffusion)

### Épisode 2:La Lumière blanche
- États-Unis /  Canada : 18 septembre 2015 sur Syfy / Space
- France : 30 janvier 2016 sur Ciné+ Frisson

- États-Unis : 0,88 million de téléspectateurs (première diffusion)

### Episode 3:La Route des zombies
- États-Unis /  Canada : 25 septembre 2015 sur Syfy / Space
- France : 30 janvier 2016 sur Ciné+ Frisson

- États-Unis : 0,99 million de téléspectateurs (première diffusion)

Après avoir quitté Cheyenne, le groupe tombe sur un convoi se rendant à Edmonton, en Alberta. Il l'accompagne un temps, jusqu'à ce qu'ils soient attaqués par des zombies,  radioactifs depuis les explosions nucléaires, qui chassent en bande et sont très rapides. De plus, Murphy semble ne pas avoir de contrôle sur eux.

### Episode 4:Lot 47
- États-Unis /  Canada : 2 octobre 2015 sur Syfy / Space
- France : 6 février 2016 sur Ciné+ Frisson

- États-Unis : 0,9 million de téléspectateurs (première diffusion)

Murphy et Cassandra atteignent une serre, infestée d'hybrides plantes-zombies (Phyto-Z). La serre abrite également un possible remède pour le virus. Mais, jusqu'à présent, personne n'a réussi à en sortir vivant. Murphy, grâce à son lien télépathique avec les zombies, parvient à réaliser cet exploit.

### Episode 5:Le Bébé zombie
- États-Unis /  Canada : 9 octobre 2015 sur Syfy / Space
- France : 6 février 2016 sur Ciné+ Frisson

- États-Unis : 0,88 million de téléspectateurs (première diffusion)

Sara Coates (Serena)
Le groupe est accueilli par une communauté mennonite juste au moment où Serena (la femme avec laquelle Murphy a couché il y a 9 mois) s'apprête à accoucher.
Par ailleurs, Dix mille est infecté par de l'anthrax. Un peu plus tard c'est au tour d'Addy, ce qui pousse Roberta à voler des antibiotiques à leurs hôtes mennonites.
Comme bien souvent, des zombies apparaissent au pire moment comme attirés par la naissance de l'enfant qui est sans contestation celui de Murphy...
Ce sera finalement Serena qui se sacrifiera pour sa fille !

### Episode 6:Le Père du bébé zombie
- États-Unis /  Canada : 16 octobre 2015 sur Syfy / Space
- France : 6 février 2016 sur Ciné+ Frisson

- États-Unis : 0,84 million de téléspectateurs (première diffusion)

Le groupe affronte des zombies à proximité de Springfield, le bébé de Murphy attire irrésistiblement les zombies.
Chacun dans la groupe se questionne à propos du bébé.
Murphy abandonne ensuite ses compagnons, emportant sa fille, qu'il craint en danger au milieu des hommes, et ordonne à Cassandra de faire en sorte que personne ne le suive. Cependant, Dix mille tente tout de même le coup avec Doc et Addy mais Cassandra l'attaque, tente de le tuer et l'oblige à la tuer.
Pendant ce temps, Murphy tombe sur une ferme et confie sa fille aux propriétaires après les avoir mordus pour s'assurer qu'ils prendraient soin de son enfant.
Vasquez quitte lui aussi le groupe, mais Roberta se lance à sa poursuite. Blessés tous les deux Ils finissent dans un hôpital abandonné.

### Episode 7:Sur le Mississippi
- États-Unis /  Canada : 23 octobre 2015 sur Syfy / Space
- France : 13 février 2016 sur Ciné+ Frisson

- États-Unis : 0,76 million de téléspectateurs (première diffusion)

À bord d'une embarcation fragile l'équipe tombe sur deux vieilles connaissances du concours de tir (saison 1) .
Tombé à l'eau au cours d'une attaque de zombies, Dix mille fait un bout de chemin avec ces deux hommes, qui promettent de l'aider à retrouver son groupe.
Ils finissent par atterrir  dans une communauté assez bizarre !

### Episode 8:Le Collectionneur
- États-Unis /  Canada : 30 octobre 2015 sur Syfy / Space
- France : 13 février 2016 sur Ciné+ Frisson

- États-Unis : 0,9 million de téléspectateurs (première diffusion)

- George R. R. Martin (lui-même en zombie)

### Episode 9:RoZwell
- États-Unis /  Canada : 6 novembre 2015 sur Syfy / Space
- France : 13 février 2016 sur Ciné+ Frisson

- États-Unis : 0,84 million de téléspectateurs (première diffusion)

### Episode 10:Nous étions loin du Grand Canyon
- États-Unis /  Canada : 13 novembre 2015 sur Syfy / Space
- France : 20 février 2016 sur Ciné+ Frisson

- États-Unis : 0,67 million de téléspectateurs (première diffusion)

### Episode 11:L'entreprise bat en retraite
- États-Unis /  Canada : 20 novembre 2015 sur Syfy / Space
- France : 20 février 2016 sur Ciné+ Frisson

- États-Unis : 0,77 million de téléspectateurs (première diffusion)

### Episode 12:Fête avec les zéros
- États-Unis /  Canada : 27 novembre 2015 sur Syfy / Space
- France : 20 février 2016 sur Ciné+ Frisson

- États-Unis : 0,92 million de téléspectateurs (première diffusion)

### Episode 13:Adieux, garçons
- États-Unis /  Canada : 4 décembre 2015 sur Syfy / Space
- France : 27 février 2016 sur Ciné+ Frisson

- États-Unis : 0,97 million de téléspectateurs (première diffusion)

### Episode 14:Jour un
- États-Unis /  Canada : 11 décembre 2015 sur Syfy / Space
- France : 27 février 2016 sur Ciné+ Frisson

- États-Unis : 0,83 million de téléspectateurs (première diffusion)

Alors qu'ils arrivent bientôt  à leur destination finale, chaque membre du groupe se remémore son tout premier jour de l'Apocalypse et leur premier contact avec des Z.

### Episode 15:Toutes les bonnes choses ont une fin
- États-Unis /  Canada : 18 décembre 2015 sur Syfy / Space
- France : 27 février 2016 sur Ciné+ Frisson

- États-Unis : 1,1 million de téléspectateurs (première diffusion)